# 庚午橋
庚午橋（こうごばし）は、広島県広島市の太田川（太田川放水路）に架かる道路橋。「上流橋」「下流橋」「立体交差橋」の3つの橋からなる。

## 概要
橋名の"庚午"は、右岸側の庚午地区の名であるとともにその地区が新開地として造成された年（1870年（明治3年））の干支である。戦中からこの地にあった橋で、さまざまな経路を辿り現在のものとなった。
立体交差橋は上流橋と下流橋の間にある。上下流橋は外側に歩道がある広島市道霞庚午線、立体交差橋は広島市道観音井口線から太田川放水路右岸護岸道路と続く普通自動車専用の市道西2区190号線となる。また立体交差橋は右岸下流側から上下流橋東詰への一車線一方通行である。
平成初期までは太田川放水路最下流にあった橋であり、2014年下流側に太田川大橋が完成している。上流に国道2号筋の旭橋および新旭橋がある。西詰には広島市立庚午小学校、広島市立庚午中学校があり、道沿いに西に進むと宮島街道との交点である庚午三叉路となる。東に進むと空港通り（広島県道262号南観音観音線）との交点である広島西飛行場入口交差点となり、そこから南下すると広島県総合グランドや広島ヘリポート（旧広島西飛行場）にたどり着く。東に道沿いに向かうと昭和大橋 - 吉島橋 - 南千田橋と続く。

## 諸元
- 上下流橋
  - 路線名 - 市道西2区霞庚午線[1]
  - 橋長 - 316m[2]
  - 支間 - 62.0m+3@64.0+62.0m[2]
  - 幅員 - 13.0m×2[2]（26.6m[1]）
  - 橋梁形式 - 5径間単純合成箱桁橋[2]
- 立体交差橋
  - 路線名 - 市道西2区190号線[1]
  - 橋長 - ?m
  - 支間 - ?
  - 幅員 - 5.0m[1]
  - 橋梁形式 - 9径間連続箱桁橋

## 歴史
ここの両岸は明治以降の土地開発により形成されたものであり、右岸側の庚午は明治時代、左岸側の観音は昭和初期に造成された。この観音地区は第二次世界大戦以降に計画された太田川水系のすべての河口部に一大軍需工場地区を整備することになった際に造成された土地であり、県側の誘致と大日本帝国海軍の要請により、三菱重工業の造船・造機工場（現在の三菱重工業広島製作所）の建設が決定した。昭和新開（現在の観音町）や庚午新開に三菱の工員用住宅地が確保され、そこから江波の三菱工場まで連絡橋の建設を、三菱側は行政に要望してきたため、1944年（昭和19年）三菱が1/2・広島県と広島市がそれぞれ1/4ずつ負担し、簡易な仮木桁橋として庚午橋（庚午-観音）と昭和大橋（観音-江波）の2橋が架設された。
1945年（昭和20年）8月6日広島市への原子爆弾投下により被爆（爆心地から3.52km）。落橋どころか損傷もなく、避難民が観音から西へと続々と渡って行った。しかし同年9月、枕崎台風による水害により一部落橋してしまった。
戦後、太田川放水路改修工事に伴い、1954年（昭和29年）鋼トラス橋に掛け替えられた。これは2代目の庚午橋にあたる。その後再架橋が決定し、1977年（昭和52年）上流橋が1982年（昭和57年）下流橋が架橋され、海と島の博覧会開催に伴い立体交差橋が架橋され現在の形となった。

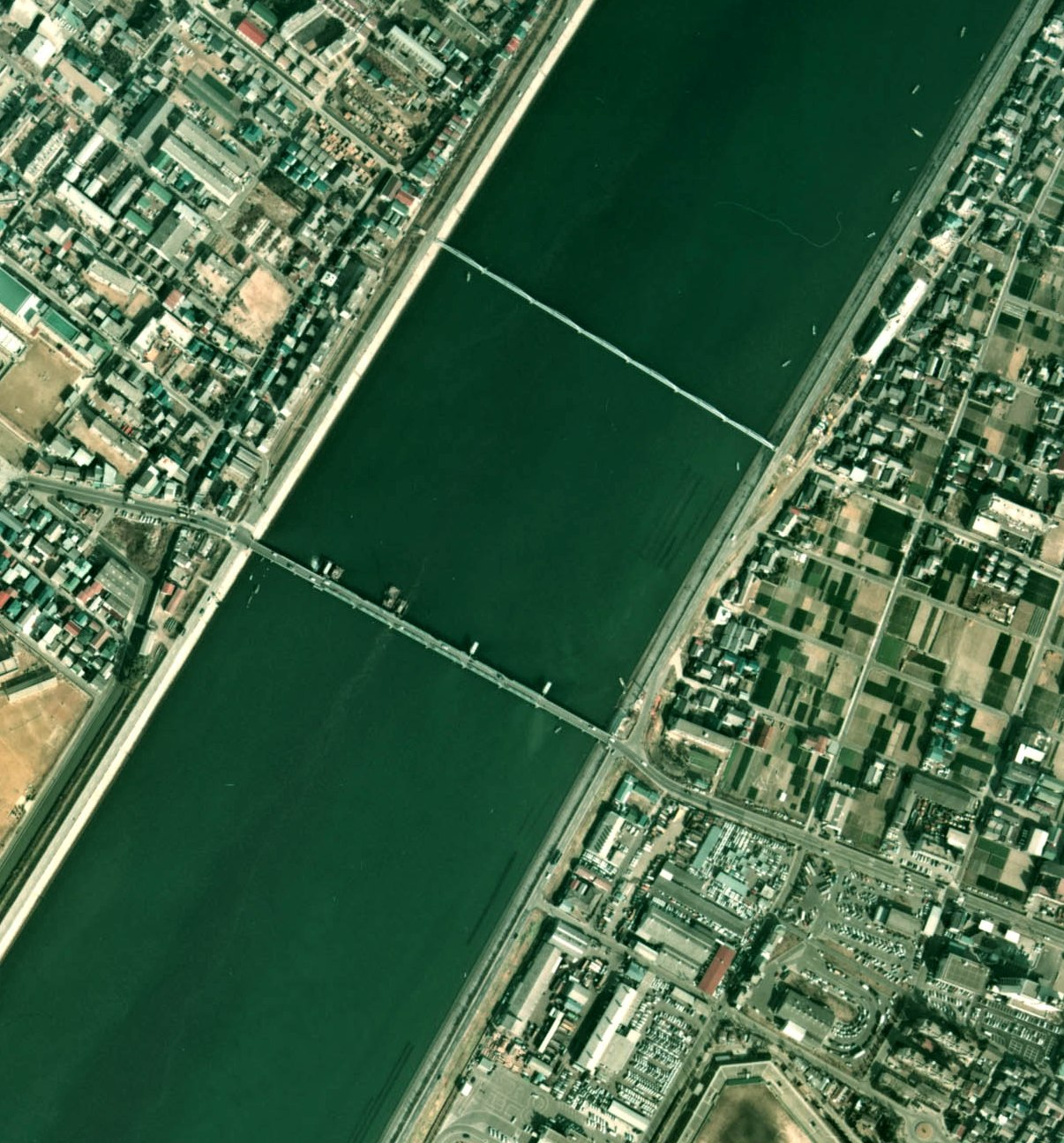
1974年[6]。上流側にある橋は水道橋。2代目の橋のトラスが見え、上流側に橋脚が整備されているのがわかる。
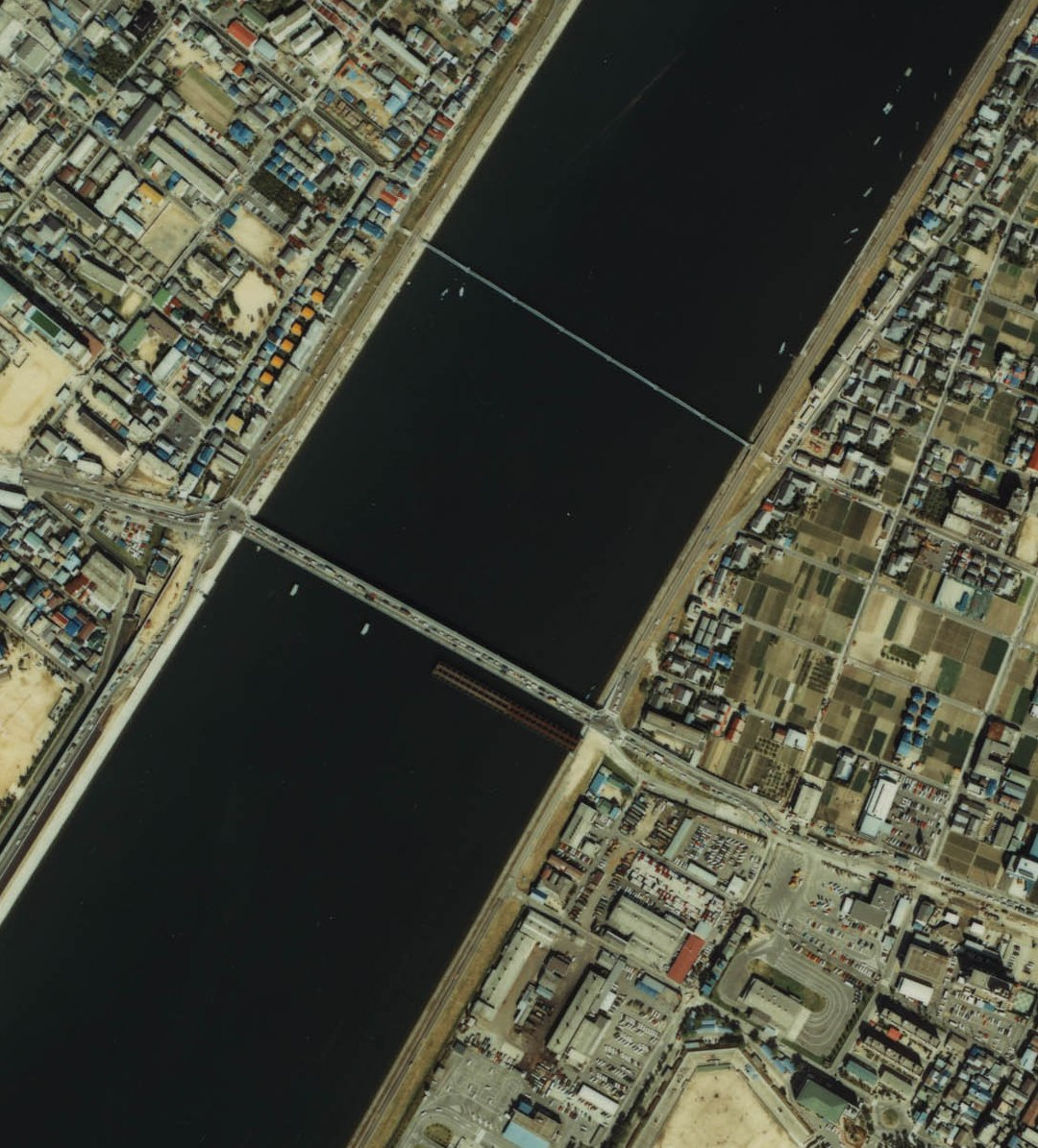
1981年[6]。上流橋竣工後で下流橋工事中であり仮設桟橋がみえる。庚午側護岸道路整備中なのがわかる。
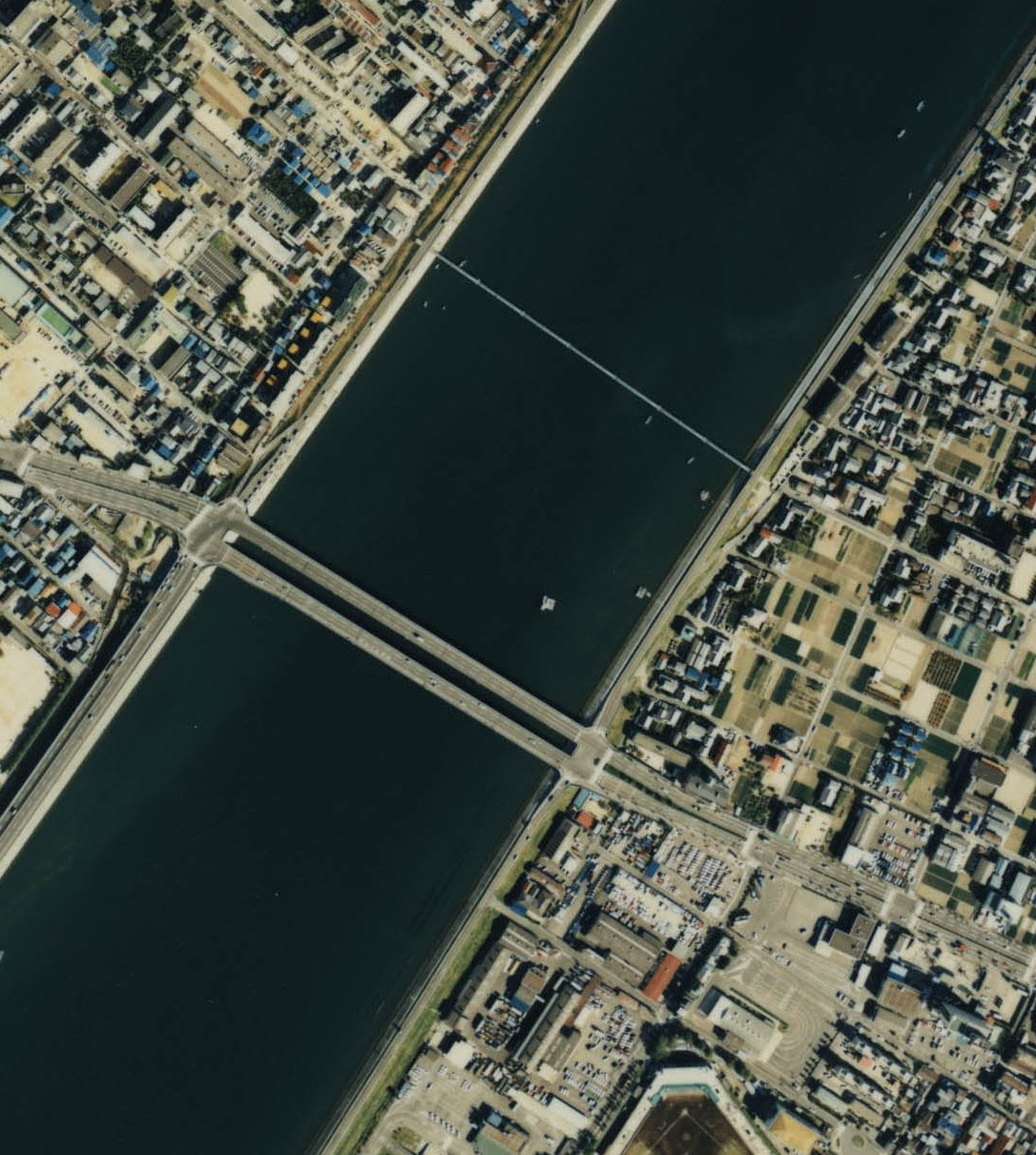
1988年[6]。上・下流橋竣工後で、立体交差橋整備前。

## 参考資料
- 四国五郎『広島百橋』春陽社出版、1975年。ASIN B000J9FFA2。
- 広島市『広島原爆戦災誌』（PDF）（改良版）、2005年（原著1971年）。オリジナルの2013年12月3日時点におけるアーカイブ。2014年3月21日閲覧。
- 松尾雅嗣、谷整二「広島原爆投下時の一時避難場所としての川と橋」（PDF）『広島平和科学』第29巻、広島大学、2007年、1-25頁、2014年3月21日閲覧。
- 庚午橋